# Martin Burchard

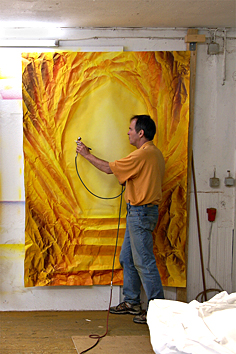
Martin Burchard im Atelier

Martin Burchard (* 24. Oktober 1956 in Stuttgart)
ist ein deutscher Künstler. Er lebt und arbeitet in Tübingen. Seine Arbeiten entfalten sich in einem weiten Spektrum von kleinen Meditationsgegenständen bis zu großen Kunstinstallationen im Innen- und Außenbereich, von Malerei bis zu Meditationswegen in der Natur.

## Leben
1992 schuf Burchard im Alter  von 36 Jahren seine ersten künstlerischen Arbeiten. Bis zu diesem Zeitpunkt hatte er sich nie mit Kunst und kreativen Gestaltungen beschäftigt. In den sechs Jahren bis 1998 arbeitete Burchard als Schreiner. Das künstlerische Ausdrucksmedium dieser Jahre war die Malerei, wobei gegen Ende dieser Phase zunehmend dreidimensionale Objekte entstanden. Burchard: „Die künstlerische Arbeit nach Feierabend und an den Wochenenden war für mich ein Mittel zur Verbesserung meiner psychischen Balance“.

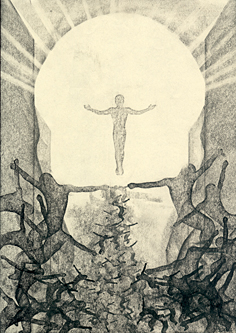
Auferstehung

1999 machte Burchard ein Sabbatjahr und widmete sich in dieser Zeit primär der Herstellung dreidimensionaler Kunstwerke. Da er mit der ästhetischen Qualität der Arbeiten nicht zufrieden war, absolvierte er von Ende 1999 bis 2002 eine Ausbildung an der Ulmer Akademie für Gestaltung im Handwerk, die er mit Auszeichnung abschloss. An der Akademie für Gestaltung wird in der Tradition des Bauhauses unterrichtet. Diese Einflüsse bezüglich einer reduzierten Formensprache verbinden sich bei Burchard mit einem biographisch entstandenen Japonismus. Während einer Studienreise in Japan war Burchard von der Ästhetik zen-buddhistischer Kunst, Architektur, den Tempeln und Gartenanlagen tief beeindruckt und wurde dadurch grundlegend geprägt.
Für eine Selbständigkeit als freischaffender Künstler entschied sich Burchard im Jahr 2002. Es entstand seither ein vielschichtiges Werk in unterschiedlichen Bereichen der bildenden Künste: Malerei, Skulpturen, Objekte, Meditationsräume sowie große Kunst-Installationen im Innen- und Außenbereich. Auch die verwendeten Materialien sind sehr heterogen: Holz, Stahl, Beton, Glas, große Papierbahnen, Geschenkbänder, Spiegel, Blattgold, Malerei und vieles andere mehr. Neben zahlreichen Auftragsarbeiten und Ausstellungen finden die Werke von Burchard auch Verwendung in Schulbüchern und diversen anderen Printmedien.
Abgesehen von seiner künstlerischen Ausbildung ist Burchard ausgebildeter Diplom-Pädagoge und Schreiner.

## Der Kunstbegriff – Volkskunst

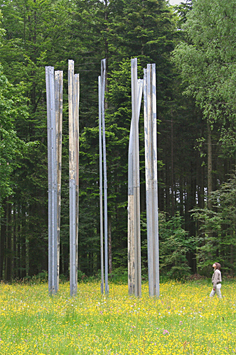
Leitplanken des Lebens – weiterweg

Burchard ist es wichtig intendierte Sinnhorizonte mit dem Mittel der visuellen Kommunikation möglichst effektiv zu transportieren. In diesem Kontext ähneln die Arbeiten von Burchard eher der Werbekommunikation als dem was heutzutage üblicherweise als Kunst bezeichnet wird. Wichtig ist es ihm, dass die Arbeiten möglichst eine Breitenwirkung in weiten Teilen der Bevölkerung hervorrufen. Burchard verwendet auch Slogans und Texte um die Effektivität des Transports der intendierten Sinnhorizonte zu steigern. Dies spiegelt eine utilitaristische Grundhaltung bezüglich seiner Arbeiten. B: „Sehr viele Artefakte, die heutzutage im Kunstbetrieb produziert werden, sind m.E. primär Dekoration und Ornament für ein gebildetes Publikum. Mein Ziel ist dagegen breitenwirksame Volkskunst zu machen die verständlich ist und die auch funktioniert, ganz im Sinne von ‚form follows function’ was ja eigentlich aus dem Bereich des Produkt-Designs kommt.“

## Kunst – Therapie – Seelsorge
Burchard beabsichtigt es, seine Arbeiten so zu gestalten, dass sie auch als visuelle Therapie- und Seelsorgeimpulse wahrgenommen werden können. In diesem Kontext spricht er von ‚lebensdienlicher Volkskunst’. Er rekurriert dabei u. a. auf die Tatsache, dass Anti-Depressiva in Deutschland die am häufigsten verschriebenen Medikamente sind und dass sehr häufig über Burn-out und Depressionen und andere psychische Störungsbilder berichtet wird. B: „Viele Menschen sind meines Erachtens offensichtlich in Not und bedürftig nach positiver Energie. Genau in diesen Bedarf hinein soll meine lebensdienliche Volkskunst wirken.“

## Kunst – Spiritualität

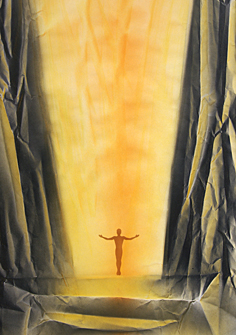
Finsteres Tal – Kein Unglück

Spiritualität ist eine wichtige Dimension in den Arbeiten von Burchard. Er geht davon aus, dass Spiritualität als Energieform zur Besserung der Zustände in der globalisierten Welt beitragen kann. Er betrachtet Spiritualität als brauchbarstes Werkzeug im Umgang mit Gierzuständen, Produktionsräuschen, Konsumfieber, Konflikten, Gewalt und persönlich empfundenem Stress. B: „Ich möchte mit meinen Arbeiten Werbung für eine spirituelle Lebensführung machen und der Spruch ‚Spirituelle aller Länder vereinigt euch’ passt gut zu dem, was ich beabsichtige.“
Burchard selbst ist Christ. Er ist der Überzeugung, dass eine christlich-spirituelle Lebensführung mehr Positives zu bieten hat, als ihr vielfach schlechter Ruf vermuten lässt. Anderen Religionen begegnet er mit Wertschätzung, Achtung, Respekt und dem Wunsch nach friedensstiftender Kooperation.

## Werke (Auszüge)

### Land-Art – Kunst im Außenbereich
- 2010–2014: Meditationsweg, Landesgartenschau Schwäbisch Gmünd
- 2011–2012: Skulptur Ps. 139, Bernhäuser Forst Stuttgart
- 2006–2008: Großprojekt ‚weiterweg’
- 2012–2019: Weitblickweg Hohenhaslach, Kunst- und Besinnungsweg

### Installationen
- 2011: Kunstaktion ‚Ostertuch’, 56 Kirchen in Württemberg
- 2010: Kunstweg im Diakonie Klinikum Stuttgart
- 2008: ‚Weg des Friedens’. Sieben Installationen, Jakobuskirche Tübingen
- 2005: Advent-Weihnachten. Sechs Installationen, Jakobuskirche Tübingen
- 2003: Ostern. Installation in Schlangenbad
- 2001–2005: jährlicher Aufbau ‚Kreuzweg Teil II’,  Jakobuskirche Tübingen

### Schriften
- Möglichkeiten, Chancen und Grenzen visueller Glaubenssprachen im multimedialen Zeitalter, in: Zum Glauben reizen, Hrsg.: T. Unger, Lutherisches Verlagshaus, Hannover 2011, ISBN 978-3-7859-1062-7
- Predigt für das Auge – Visuelle Kommunikation christlicher Spiritualität, in: Diakonie und Spiritualität (2/12), Hrsg.: Hermann Schoenauer, Ökumenisches Geistliches Zentrum Neuendettelsau 2012.

## Bildgalerie

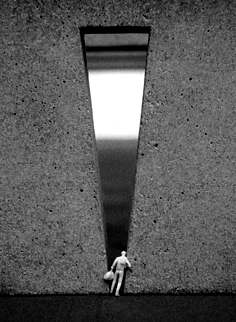
"Wand-lung"
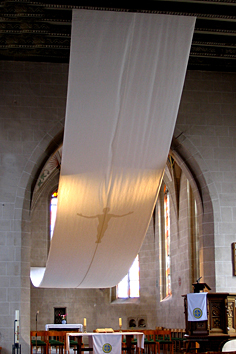
Himmelfahrt Installation Jakobuskirche Tübingen 2002
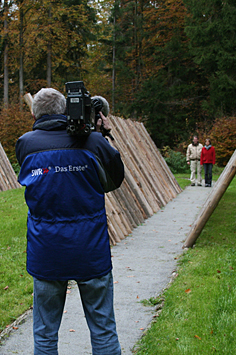
ARD auf dem "weiterweg"
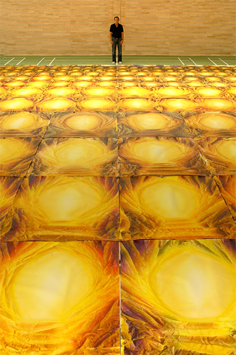
180 Originale vom Bild "Weg ins Licht"

## Preise/Auszeichnungen
- 2003: Auszeichnung für Kunst im Jahr der Bibel
- 2002: Preis für Kunst ‚Bibel und Gemeinde 2001/2002’